# Stagecoach Group
Die Stagecoach Group Ltd. ist das zweitgrößte Verkehrsunternehmen Großbritanniens nach der FirstGroup, mit einem Marktanteil von 16 % im Bus- und 25 % im Bahnbereich. Stagecoach ist dort und in Irland, auf dem europäischen Festland, in den Vereinigten Staaten und Kanada aktiv und befördert täglich 2½ Millionen Fahrgäste.

## Geschichte
Das Unternehmen wurde, nach der Deregulierung des britischen Verkehrsmarktes, von dem heutigen CEO Brian Souter, seiner Schwester Ann Gloag und ihrem Ex-Mann Robin Gloag begründet. Stagecoach ging aus dem ab 1976 vom Ehepaar Gloag betriebenen Wohnwagenverleih hervor. Im Zuge des Transport Act von 1980 konnten sie einen Fernbusverkehr von Dundee nach London einführen. Die Dienste wurden mit angemieteten Reisebussen verrichtet. Souter agierte als Fahrer, Ann Gloag servierte Reisenden während der Fahrt Sandwiches und Snacks. Der Aufstieg des Unternehmens begann 1981, als Stagecoach die ebenfalls in Perth ansässige McLennan of Spittalfield übernahm. Anschließend wurden sowohl Unternehmensanteile der National Bus Company und der Scottish Transport Group als auch städtische Busbetriebe erworben. 1988 stieg die Stagecoach Group mit dem Weiterverkauf an die National Express Group vorerst aus dem Überlandbusgeschäft aus.

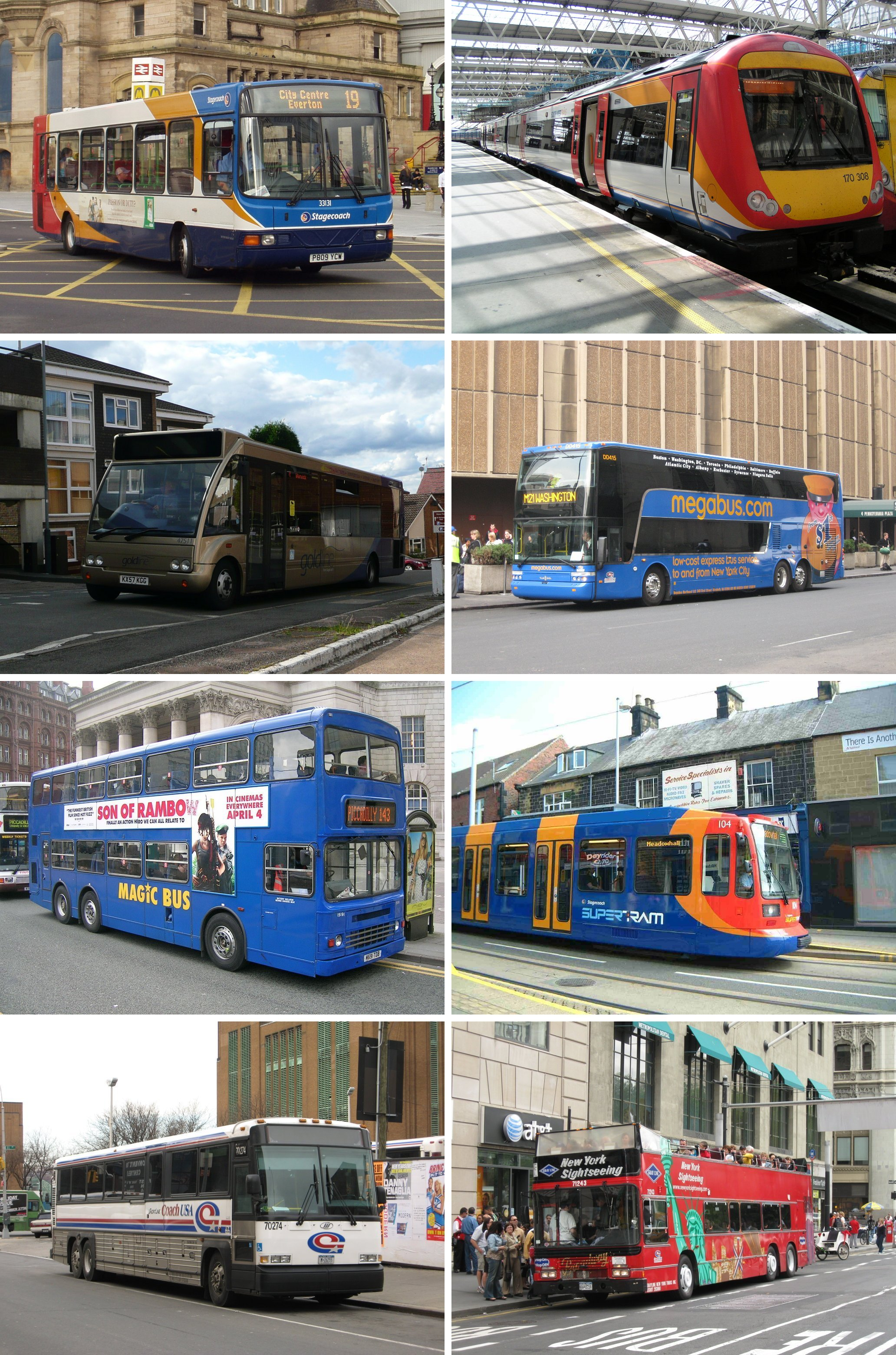
Fahrzeuge der Stagecoach Group

1996 akquirierte die Firma Porterbrook, eine der drei großen Leasinggesellschaften für Schienenfahrzeuge, veräußerte das Unternehmen aber schon wieder im Jahr 2000 an die Abbey National Bank. Im selben Jahr übernahm Stagecoach über die eigens gegründete Gesellschaft South West Trains den Zugbetrieb auf der South Western Main Line ab Bahnhof London Waterloo nach Weymouth in Dorset.
Zwischen 1998 und 2001 war die Firma Eigentümer des Flughafens Glasgow-Prestwick. 2003 stieg Stagecoach mit der Gründung von „Megabus“ wieder ins Überlandbusgeschäft ein, um dem Marktführer National Express mit den ehemaligen Stagecoach-Tochterunternehmen Konkurrenz zu machen.
2006 veräußerte Stagecoach die am 9. September 1994 übernommene East London Bus Group, zuvor als Stagecoach London bekannt, und trennte sich damit vom Stadtbusgeschäft im Londoner Raum, übernahm aber 2007 die Betriebsführung der Manchester Metrolink.
Als 2007 die Franchises der National-Express-Tochterunternehmen Midland Mainline und Central Trains ausliefen und die Konzessionen vom Verkehrsministerium fusioniert wurden, erlangte Stagecoach diese und betreibt seitdem die East Midlands Trains. Die Züge bedienen den Londoner Bahnhof St. Pancras.

## Tätigkeiten

### Eisenbahnverkehr
- East Midlands Trains: 100 %
- Virgin Trains: 49 %, 51 % hält die Virgin Group

### Stadtbahnen
- Manchester Metrolink
- Sheffield Supertram

### Busverkehr (Auswahl)
| - Aberdeen - Ayr - Barnsley - Basingstoke - Bedford - Cambridge - Cardiff - Carlisle - Cheltenham - Chichester - Cwmbran - Dundee - Eastbourne - Exeter - Exmouth | - Farnborough - Fife - Fort William - Glasgow - Gloucester - Guildford - Hastings - Huntingdonshire - Inverness - Skye - Lancashire - Lancaster - Liverpool - Manchester | - Newcastle - Northampton - Oxford - Perth - Peterborough - Portsmouth - Preston - Rugby - Shafton - Sheffield - Sunderland - Swindon - Wellington - Winchester |

## Low-Cost-Carrier-Angebote

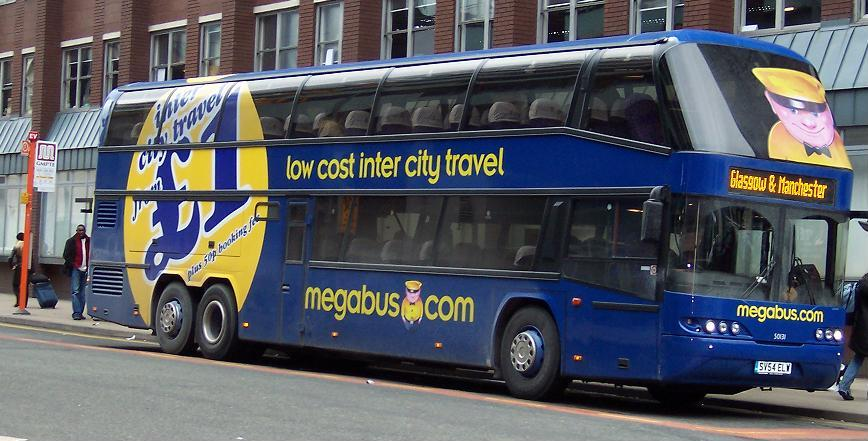
Megabus-Bus #50131, Linie M11 London-Aberdeen, in Manchester

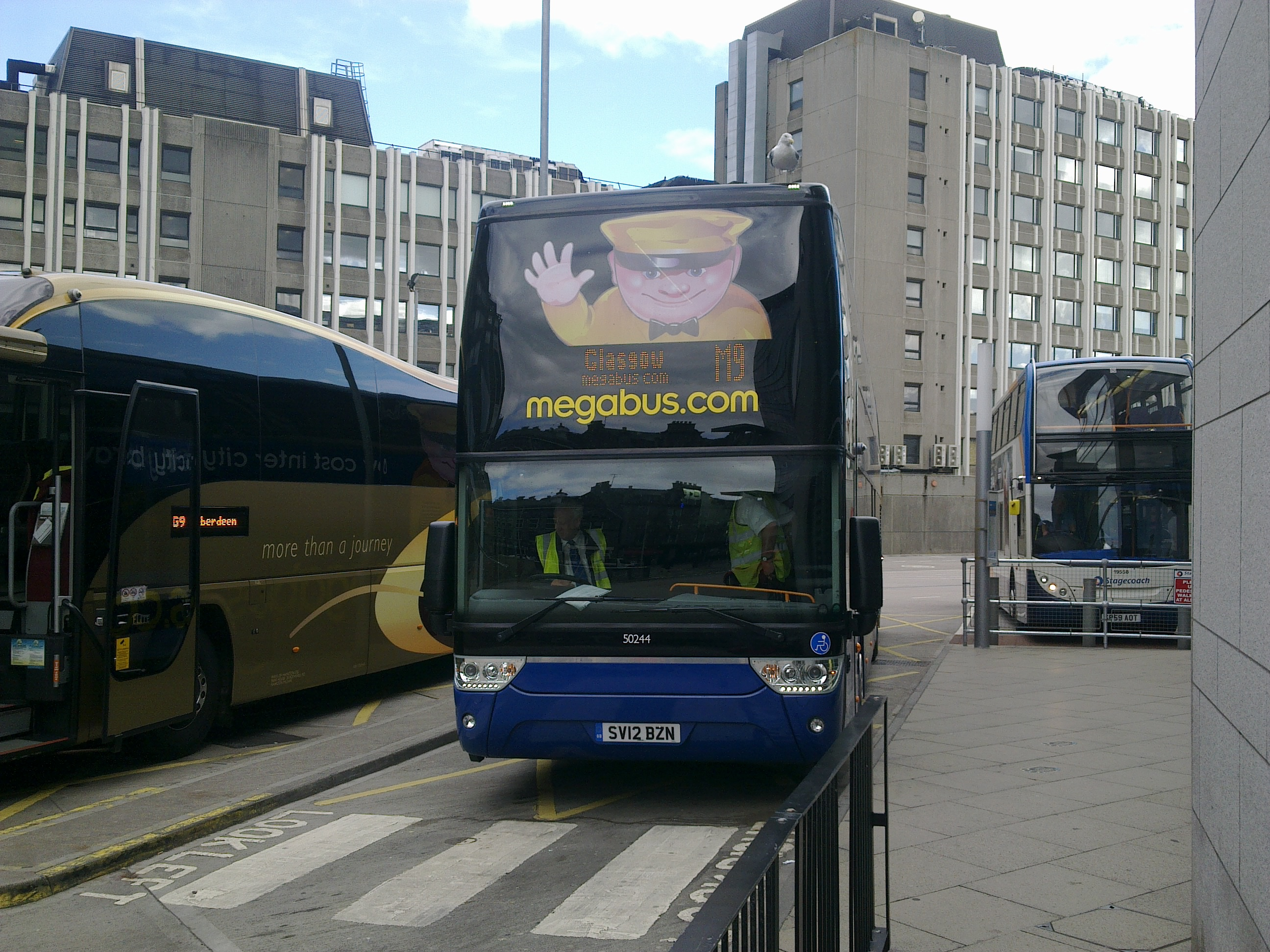
Megabus-Bus #50244, Linie M9 Glasgow–Aberdeen, Station Aberdeen Union Square

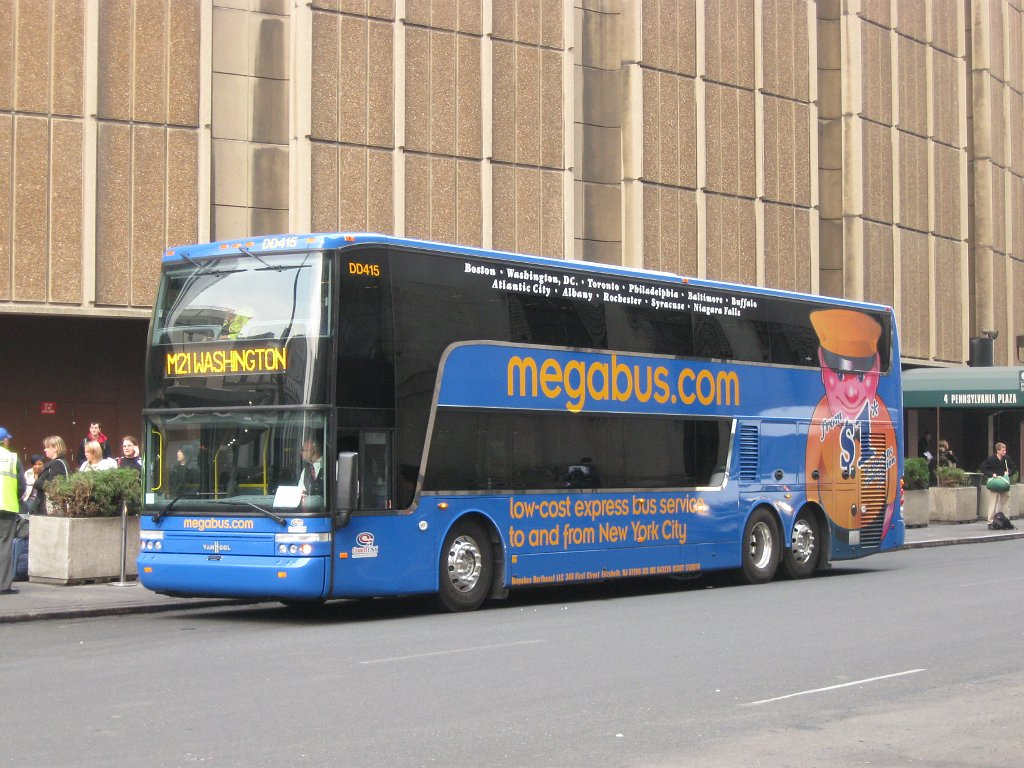
Coach USA-Megabus-Bus #DD415, Linie M21 New York-Baltimore-Washington, D.C., NY Penn Station

Megabus und Megatrain operieren nach einem Ertragsmanagement-Modell sowie mit einem No-frills-Konzept. Fahrpreise für Anfangskontingente (die ersten Sitzplätze) werden mit „ab einem 1£“ beworben, mit zusätzlicher Buchungsgebühr. Günstigste Angebote stehen für Frühbucher oder auf weniger ausgelasteten Verbindungen bereit, Fahrkarten werden im Vorverkauf via Website oder über Telefon angeboten, Extra-Dienstleistungen sind zu bezahlen.
Abfahrten oder Ankünfte an End- oder Umsteigepunkten finden eher an Stadträndern statt, die Fahrt muss gegebenenfalls mit anderen Verkehrsmitteln fortgesetzt werden. Es wird von manchen Buslinien beispielsweise nicht Sheffield Interchange angefahren, obwohl dieser Haltepunkt zentral läge, sondern Meadowhall Interchange im Norden Sheffields. Dort befinden sich die Busstation, ein Bahnhof der Midland Main Line, ein Haltepunkt der Sheffield Supertram, eine Auffahrt zur Autobahn M1 und das Meadowhall-Einkaufszentrum. Damit soll das Hineinfahren in Städte vermieden werden, was zu längeren Gesamtreisezeiten führen würde.

### Megabus
Seit 2003 werden in Großbritannien unter der Marke Megabus von der Midland Red (South) Limited (Stagecoach Group) Überlandbuslinien mit günstigen Fahrpreisen betrieben, einige in Verbindung mit Megatrain-Angeboten von Stagecoach. Im März 2007 wurden Busverbindungen gestrichen, im darauffolgenden Jahr ähnliche Megatrain-Zugrelationen auf East-Midlands-Trains-Strecken (siehe unten) eingeführt.
Im Mai 2011 wurden Angebote zwischen Norwich und London, Edinburgh und Leeds und zwischen London und Swansea und Pembroke Dock eingeführt, mit Überfahrt via Irish Ferries nach Rosslare Harbour in Irland. Verbesserungen gab es bei bestehenden Verbindungen.
Folgende Umsteigepunkte werden in Großbritannien momentan benutzt:
- London (Victoria Coach Station)
- Perth (Broxden Park & Ride)
- Glasgow (Bus Station)
- Aberdeen (Union Square)

Seit 2007 stellt Megabus für alle in Schottland lebenden Veteranen der britischen Streitkräfte sowie ihre Familien kostenlose Reiseangebote nach London, Edinburgh und Glasgow zu den Feierlichkeiten des Remembrance Day, dem Volkstrauertag zur Verfügung.

#### Megabus in Nordamerika
Im März 2006 wurde durch die Stagecoach-Tochtergesellschaft Coach USA die Marke Megabus auf dem nordamerikanischen Markt eingeführt. Betrieben werden die Überlandbuslinien mit einem Netzwerk aus Umsteigeknotenpunkten von Coach USA/Coach Canada und DATTCO, einem Vertragspartner, im Osten und Westen der Vereinigten Staaten und in den kanadischen Provinzen Ontario und Québec.

#### Megabus in Europa

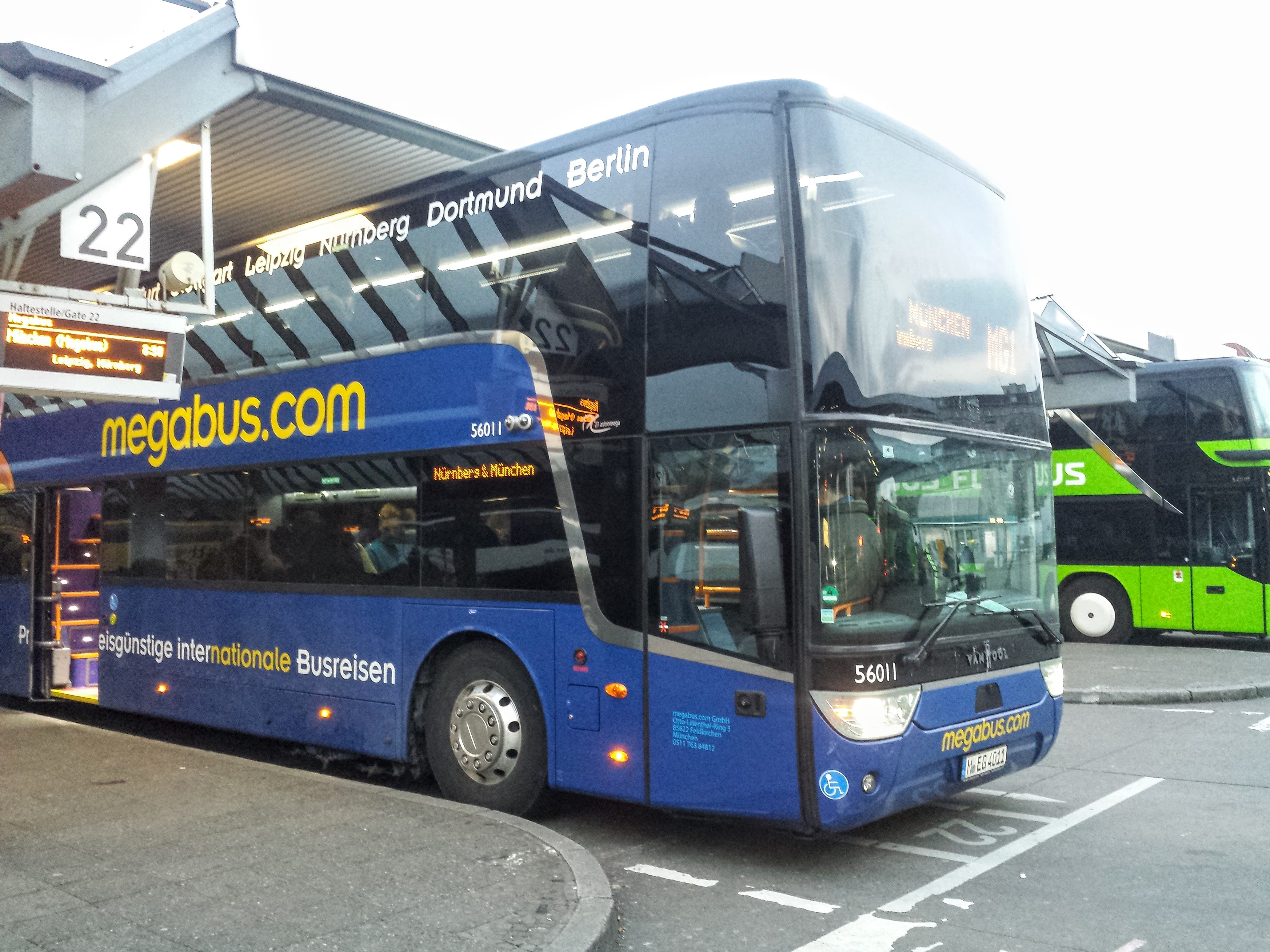
Megabus der Linie MG1 Berlin–München am ZOB Berlin

Ab April 2012 gab es Verbindungen von Birmingham und London nach Paris und von Leicester und London nach Brüssel und Amsterdam über die Route Paris–Brüssel–Amsterdam. Seit Ende 2012 werden 60 Zielorte in England, Schottland, Wales sowie in Irland, Frankreich, Belgien und den Niederlanden angefahren. Im Jahr 2013 kam mit Köln auch das erste Ziel in Deutschland hinzu. Megabus verbindet Köln und London mit Zwischenhalten in Brüssel und Gent. 2014 wurde das Netz auf Toulouse in Frankreich sowie das spanische Barcelona ausgeweitet. Im Dezember 2014 ging dann auch die erste innerdeutsche Verbindung an den Start: Von München über Stuttgart und Frankfurt nach Köln, wo ein Anschluss an das bestehende Netz besteht. Im Oktober 2015 bedient Megabus 18 Reiseziele in Deutschland. Megabus.com Deutschland in Feldkirchen wird von Billy Ferguson geleitet.
Zum 1. Juli 2016 wurden sämtliche Linien auf dem europäischen Kontinent sowie die grenzüberschreitenden Linien nach London vom Konkurrenten Flixbus übernommen. Die Megabus Verbindungen in Deutschland, Frankreich, Spanien, Italien, Niederlande und Belgien sind zukünftig über die Flixbus Buchungsplattformen erhältlich. Somit baut das Fernbus-Unternehmen sein Angebot vom europäischen Festland nach London auf sechs tägliche Fahrten aus.

### Megatrain
Unter der Marke Megatrain werden seit Mitte November 2005 günstige Intercity-Zugreisen auf Strecken von East Midlands Trains und South West Trains angeboten, die beide der Stagecoach Group angehören. Die Angebote sind für Reisen von Montag bis Samstag erhältlich, nicht aber für Sonntage und Feiertage.
Begonnen wurde mit dem Konzept bei der ersten Stagecoach-Tochter, South West Trains, mit Verbindungen von London Waterloo, dem Betriebsmittelpunkt der Gesellschaft, nach Portsmouth bzw. Southampton. Die Zügen verkehren weiterhin fahrplanmäßig unter South-West-Trains-Ägide, aber mit für Megatrain-Nutzer bestimmten Bereichen. Die Preise bewegen sich im Bereich von 1 £ bis 19 £. Ab April 2006 wurde das Angebot ausgeweitet auf Verbindungen nach Bristol, Bath, Exeter, Yeovil, Bournemouth, Weymouth und Salisbury. Poole wurde optionaler Zielort auf der Strecke nach Weymouth. Ab Ende Oktober 2007 werden auch Verbindungen nach Havant, Honiton und Axminster angeboten. Trotzdem wurde rund eineinhalb Jahre später festgestellt, dass nur einer 1 von 900 Virgin- oder South-West-Trains-Reisenden eine Megatrain-Fahrkarte kaufte.
Im Januar 2008 wurde der Megatrain-Service auf Zugverbindungen der East-Midlands-Tochter zwischen London St Pancras International und Sheffield bzw. Chesterfield, sowie nach Leicester, Loughborough, Nottingham und Derby ausgedehnt. 2009 kamen Norwich–Nottingham sowie Leicester–Sheffield hinzu.
Folgende Relationen werden momentan gefahren:
- Portsmouth Harbour – Portsmouth & Southsea – London Waterloo (seit 2005)
- Southampton Central – London Waterloo (seit 2005)
- Bournemouth/Poole/Weymouth – London Waterloo (seit 2006)
- Salisbury – London Waterloo (seit 2006)
- Yeovil Junction – London Waterloo (seit 2006)
- Exeter St Davids – Exeter Central – London Waterloo (seit 2006)
- Bath Spa – London Waterloo (seit 2006)
- Bristol Temple – Meads – London Waterloo (seit 2006)
- Axminster – London Waterloo (seit 2007)
- Honiton – London Waterloo (seit 2007)
- Havant–London Waterloo (seit 2007)
- Sheffield – Chesterfield – Derby – Loughborough – Leicester – London St Pancras International (seit 2008)
- Nottingham – Loughborough – Leicester – London St Pancras International (seit 2008; Ersatz für Megabus-Route M13)
- East Midlands Parkway – London St Pancras International (seit 2009; Megabusplus-Strecke, mit Bus-Zubringern)
- Sheffield – Chesterfield – Nottingham – Peterborough – Norwich (seit 2009)
- Birmingham New Street – Coventry – London (seit 2009; ausgewählte Fahrten, als Teil von Virgin Trains)

Weiter wurden im Rahmen der Dienste von Virgin Trains (zu 49 % im Besitz von Stagecoach) die Megatrain-Verbindungen Penzance–Bristol, Bournemouth und Southampton–Birmingham, Manchester–Glasgow/Edinburgh und Morpeth–Edinburgh angeboten. Es waren auch Karten für Zwischenhalte auf den Strecken erhältlich. Die Virgin Group betrieb die Verbindungen auf der Cross-Country Route von Januar 1997 bis November 2007, als die Konzession in den Besitz von Arriva (siehe auch CrossCountry für die Tochtergesellschaft) überging. Damit wurde das Angebot eingestellt.
Folgende Relationen werden selten oder nicht mehr bedient:
- Manchester Piccadilly – Glasgow Central/– Edinburgh Waverley (April 2006 – November 2007; seit 2008 wieder eine Fahrt morgens und abends)
- Penzance – Bristol Temple Meads (April 2006 – November 2007; als Teil des CrossCountry-Franchise)
- Bournemouth –/Southampton Central – Birmingham New Street (April 2006 – November 2007)
- Morpeth – Edinburgh Waverley (April 2006–November 2007)
- Manchester Piccadilly – Glasgow Central (Januar 2008–2009; Eine Fahrt in jede Richtung als Teil von Virgin Trains)

#### The Trainline
Auf den Virgin-Trains-West-Coast-Strecken zwischen Bahnhof Euston in London und Manchester Piccadilly Station wird nach einem ähnlichen Schema verfahren. The Trainline ist ein seit 1999 operierender Online- und Telefon-Service zum Fahrkartenverkauf in Großbritannien und war ursprünglich Teil der Virgin Group.

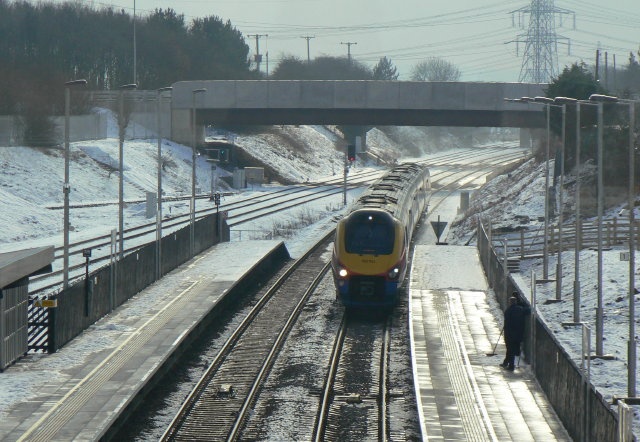
Britische Klasse 222, Station East Midlands Parkway

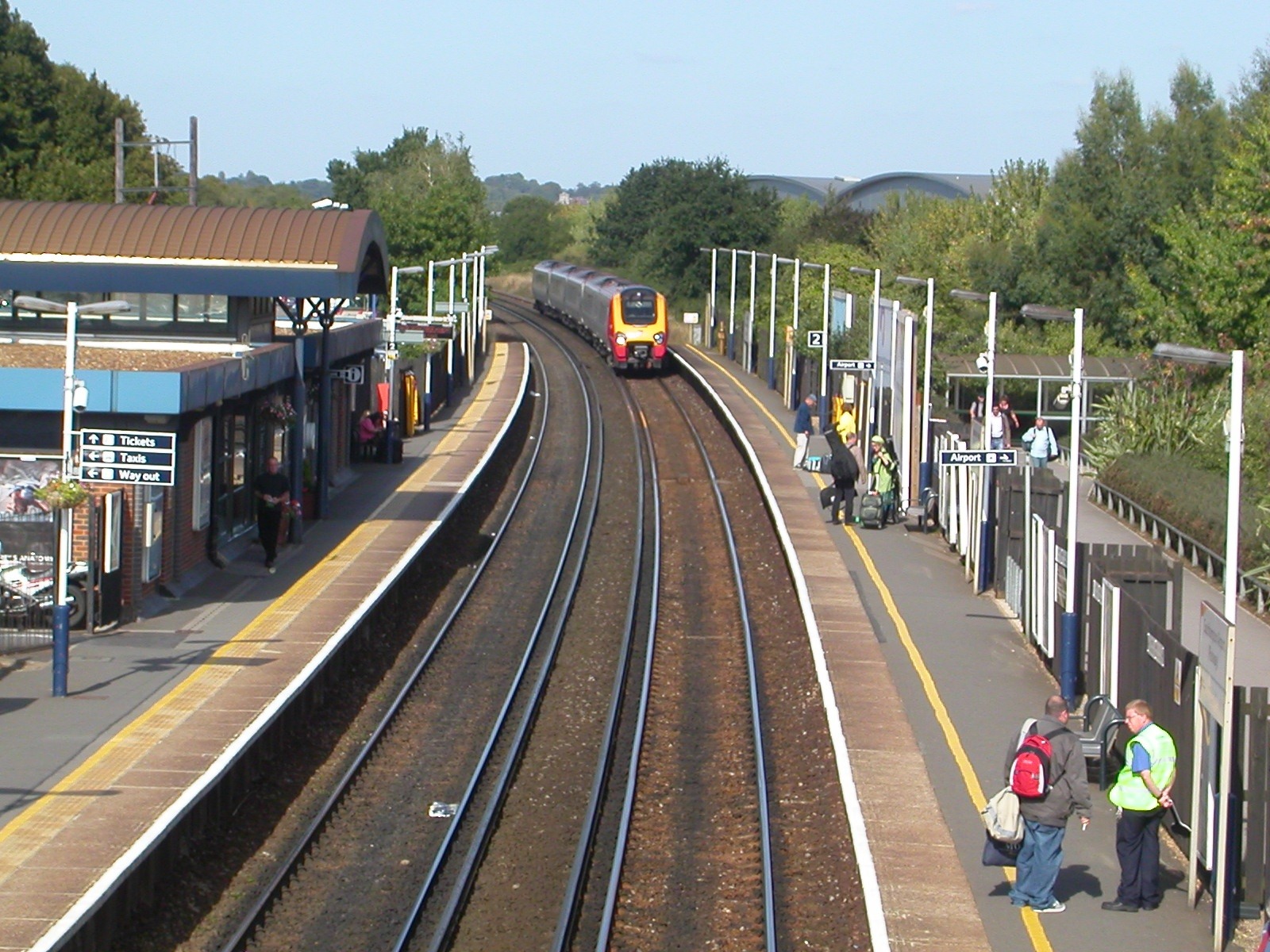
Station Southampton Airport Parkway

### Megabusplus
Mit März 2009 begann die Einführung des Megabusplus-Angebotes, das kombinierte Bahn-Bus-Reisen ermöglichte. Eine Megatrain-Bahnverbindung geht von Bahnhof East Midlands Parkway bei Ratcliffe-on-Soar in Nottinghamshire ab. Diese Station in Mittelengland wird mit Bussen aus Städten in Yorkshire, Nordengland, im Megabus-Zubringerservice angefahren. Von da ab werden Züge nach London St Pancras eingesetzt. Dort befindet sich seit November 2007 der südliche Endpunkt der Midland Main Line der Gesellschaft East Midlands Trains.
Folgende kombinierte Verbindungen werden angeboten:
- London St Pancras International – East Midlands Parkway – Scunthorpe – Doncaster – Hull (Megabusplus-Route MP3 Hull–London)
- London St Pancras International – East Midlands Parkway – Castleford – York – Harrogate
- London St Pancras International – East Midlands Parkway – Bradford – Halifax – Huddersfield – Keighley – Skipton – Nelson – Colne – Burnley

Megabus-Busse werden seit 2012 auch vom und zum Bahnhof Southampton Airport Parkway bei Eastleigh in Hampshire gefahren. Von dort können Megatrain-Angebote auf der South-West-Trains-Strecke nach Bournemouth wahrgenommen werden.

## Trivia
- Die Stagecoach Group wurde 2007 der Diskriminierung beschuldigt, als zwei schwule Teenager vom Chauffeur eines Busses verwiesen wurden, als der eine seinen Arm um die Schultern des anderen legte.
- Stagecoach übernahm 2008 den Stadtbusbetrieb von Eastbourne, obwohl sich die Belegschaft für eine Übernahme durch Go-Ahead – der auch das Busverkehrsunternehmen von Brighton und Hove sowie über ein Joint Venture mit Keolis die Eisenbahnverkehrsunternehmen Southern, Southeastern und London Midland gehören – ausgesprochen hatte, vor allem wegen besserer Arbeitsbedingungen.[19]